# لين ببكر
لين ببكر (بالإنجليزية: Len Baker)‏ (18 نوفمبر 1897 بشفيلد في المملكة المتحدة - 1979 ببارنسلي في المملكة المتحدة) هو لاعب كرة قدم بريطاني (وحمل سابقاً جنسية المملكة المتحدة لبريطانيا العظمى وأيرلندا) في مركز نصف الجناح. لعب مع ليدز يونايتد ونادي بارنسلي ونادي بلاكبول ونادي روتشديل ونادي نيلسون.